# 검은 집 (2007년 영화)
"검은 집"은 신태라 감독의 2007년 대한민국 공포 영화이다. 이 영화는 일본의 소설가 기시 유스케가 지은 동명의 공포 소설 검은 집을 바탕으로 제작되었다.

## 캐스트
- 황정민: 전준오 역
- 강신일: 박충배 역
- 유선: 신이화 역. 박충배 아내
- 김서형: 장미나 역. 전준오 아내
- 김정팔: 남 과장 역
- 유승목: 마용식 역
- 정인기: 오 형사 역
- 이해영: 한승규 역. 홍천대학교 심리학 교수
- 김주희: 김태연 역
- 이정훈: 김형사 역
- 강이은: 고미자 역
- 이윤건: 강기태 역
- 이주실: 여교감 역
- 김영선: 홍연 모 역
- 김용필: 리포터 역
- 김승훈: 검시관 역
- 손진환: 의사 역
- 손호승: 흉터남 역
- 차승렬: 삼촌 역
- 최청자: 구멍가게 할머니 역
- 여민구: 보험회사 남 직원 역
- 한상철: 보험회사 남 직원 역
- 황춘하: 나이롱 환자 역
- 손병욱: 나이롱 환자 역
- 한수빈: 보험회사 창구 여 직원 역
- 은주희: 김태현 역
- 문가영: 목소리 출연 역
- 최수한: 어린 준오 역

## 같이 보기
- 2007년 대한민국의 영화 목록